# Yaser Abdel Said
Yaser Abdel Said (em árabe: ياسر عبد السيد; nascido em 27 de janeiro de 1957) é um ex-motorista de táxi acusado de assassinato. Por 12 anos, Said evitou ser preso pelo assassinato em 1 de janeiro de 2008 de suas duas filhas, Amina (18) e Sarah (17). Seus corpos foram encontrados em seu táxi abandonado em Irving, Texas, na propriedade do Omni Mandalay Hotel (agora Omni Las Colinas Hotel).
Said desapareceu após os assassinatos e permaneceu foragido da polícia por 12 anos, com seis desses anos na Lista dos Dez Fugitivos Mais Procurados do FBI pelos assassinatos. É amplamente aceito que Said matou suas filhas como um "crime de honra".
Said, que era muito controlador de sua família, achava que suas filhas Amina e Sarah desonravam a família ao se recusar a aderir ao comportamento cultural islâmico tradicional. Em 1 de janeiro de 2008, ele as atraiu para seu táxi sob a pretensão de levá-las para comer fora, onde foram mortas a tiros.
Said foi capturado em 26 de agosto de 2020 sem incidentes na cidade de Justin, Texas. Seu filho, Islam, e seu irmão, Yassein, foram presos em Euless, Texas, por ajudar um fugitivo. O FBI disse que Said está sob custódia federal e logo será transferido para o condado de Dallas. O Distrito Norte do Texas será a jurisdição na qual Said será julgado.
O julgamento começou a 2 de Agosto de 2022. Yaser Abdel Said foi condenado a prisão perpétua, sem possibilidade de liberdade condicional.